# Ann Rosenerová

Typická fotografie autorky

Ann Rosenerová (nepřechýleně Rosener; 25. listopadu 1914 – 19. května 2012) byla americká fotografka, která se specializovala na snímky obyčejných lidí v každodenním životě. Pracovala jako fotografka pro Works Progress Administration a ve společnosti Office of War Informations, která vznikla z instituce Farm Security Administration.

## Život a dílo
Patřila do skupiny talentovaných fotografů najatých Royem Strykerem právě v době, která je často nazývána „zlatým věkem dokumentární fotografie”. Společnost FSA byla vytvořena v USA v roce 1935 v rámci New Deal. Jejím úkolem bylo v krizi pomáhat proti americké venkovské chudobě. FSA podporovalo skupování okrajových pozemků, práci na velkých pozemcích s moderními stroji a kolektivizaci. Se vstupem USA do druhé světové války však nastala změna: projekt FSA dostal jiné jméno – Office of War Informations (OWI) – a také jiný program. Ve válce musela propaganda ukazovat, jak jsou Spojené státy silné a ne jaké mají potíže. V roce 1948, kdy organizace zanikla, byla dokonce snaha pořízené dokumenty zničit, aby nemohly být použity pro propagandu komunistickou.

## Galerie

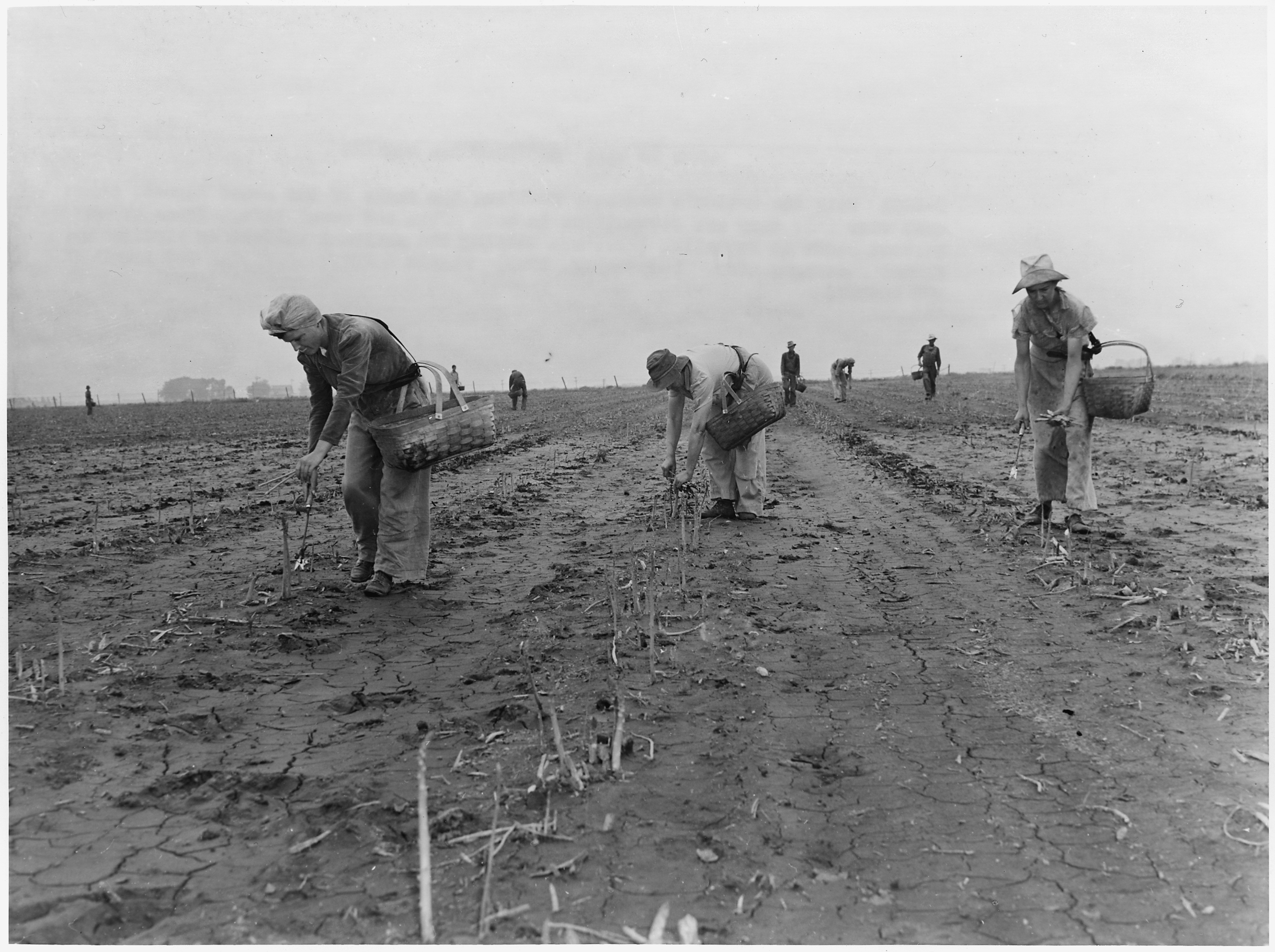
Ženy pomáhají ruční sklizní chřestu udržet národní blahobyt (Rochelle, Illinois).
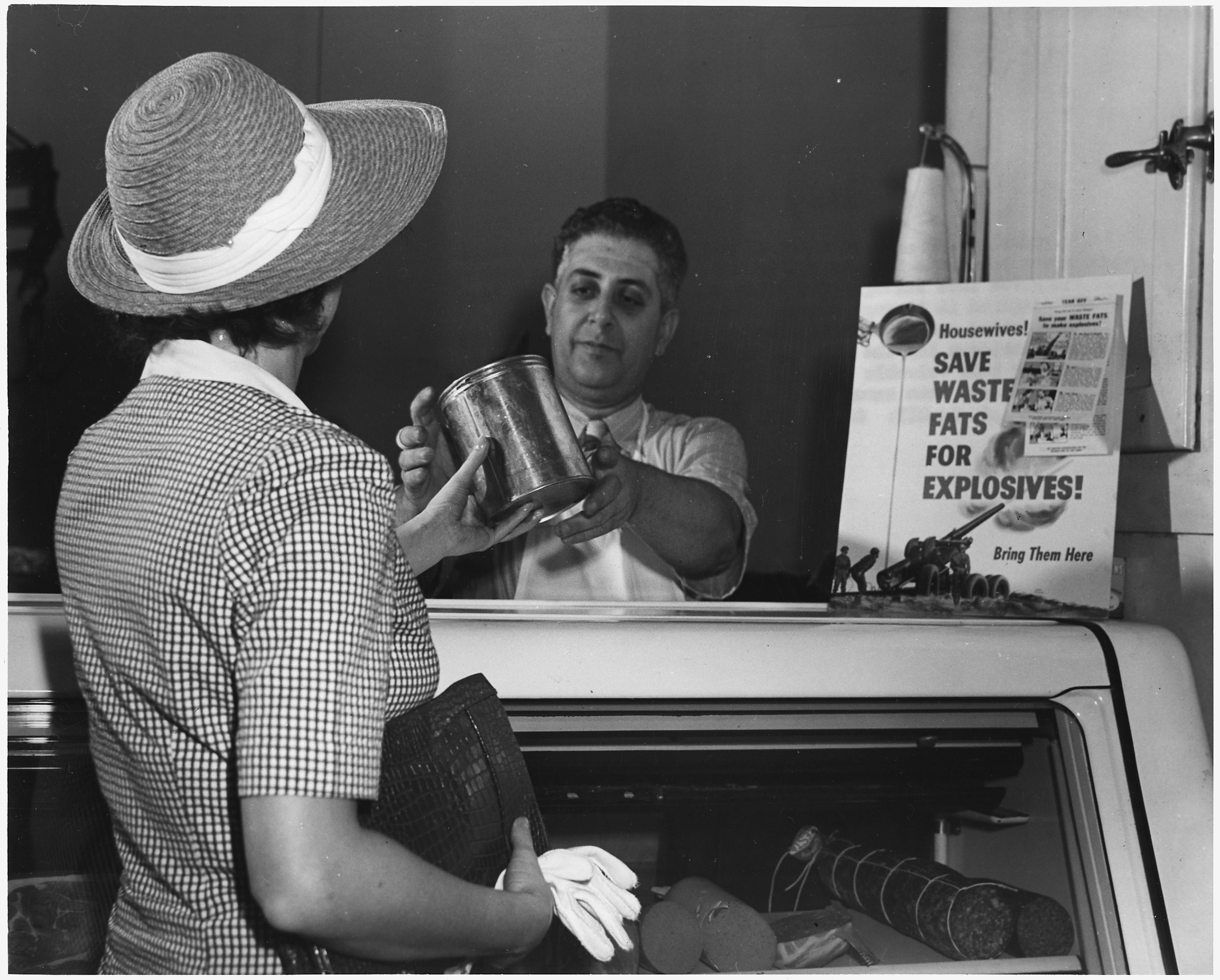
Řezníci vykupují od domácích chovatelů tuk a prodávají jej do kafilérie, kde bude zpracován na střelivo pro muže bojující za Ameriku.
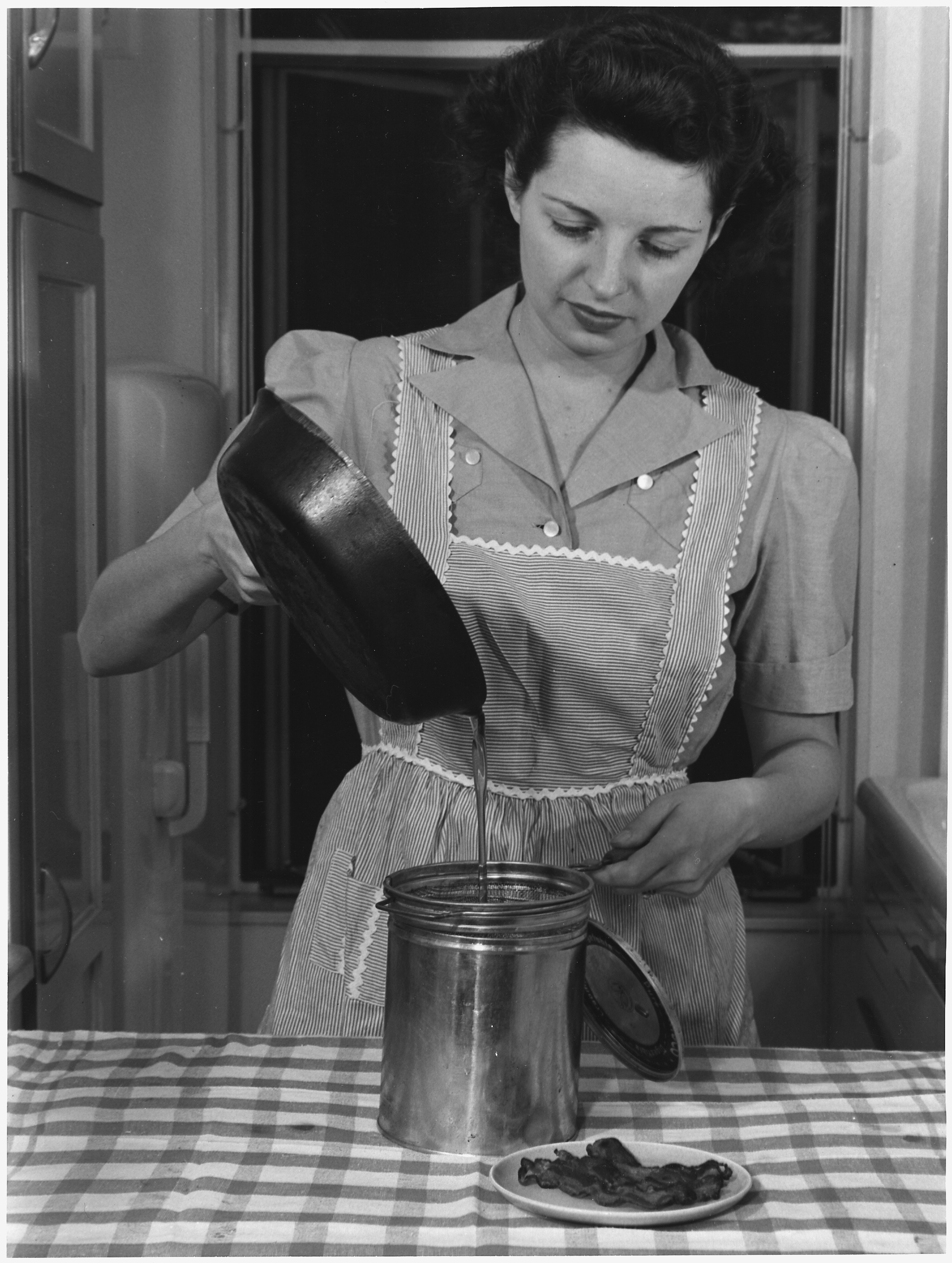
Hospodyně („voják na domácí frontě“) ukládá všechny odpadní tuky, aby mohly být zpracovány do munice pro americké vojáky.
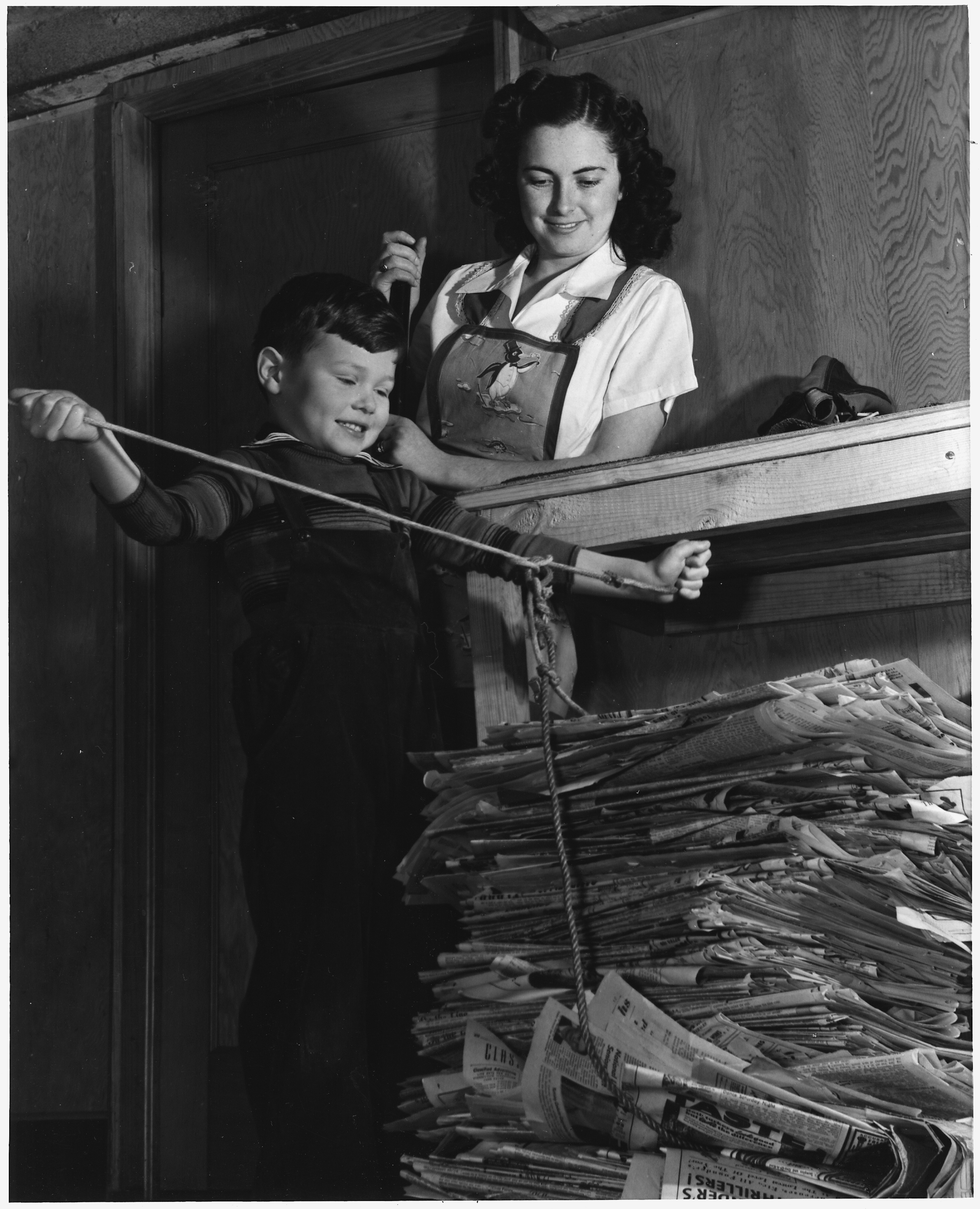
Sběr starého papíru ušetří Strýčku Samovi miliony dolarů ročně.
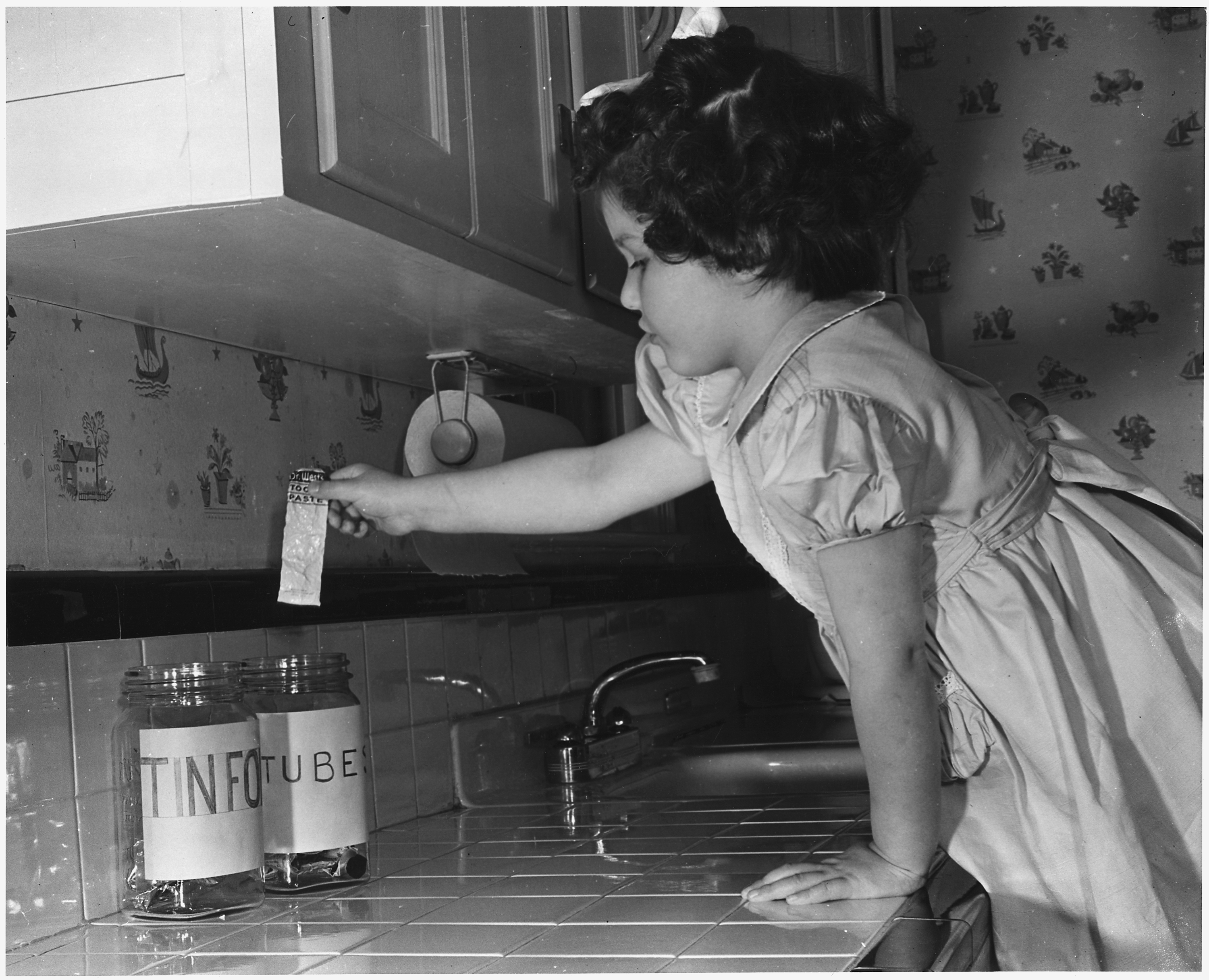
Fotografie propagující recyklaci kovů během druhé světové války
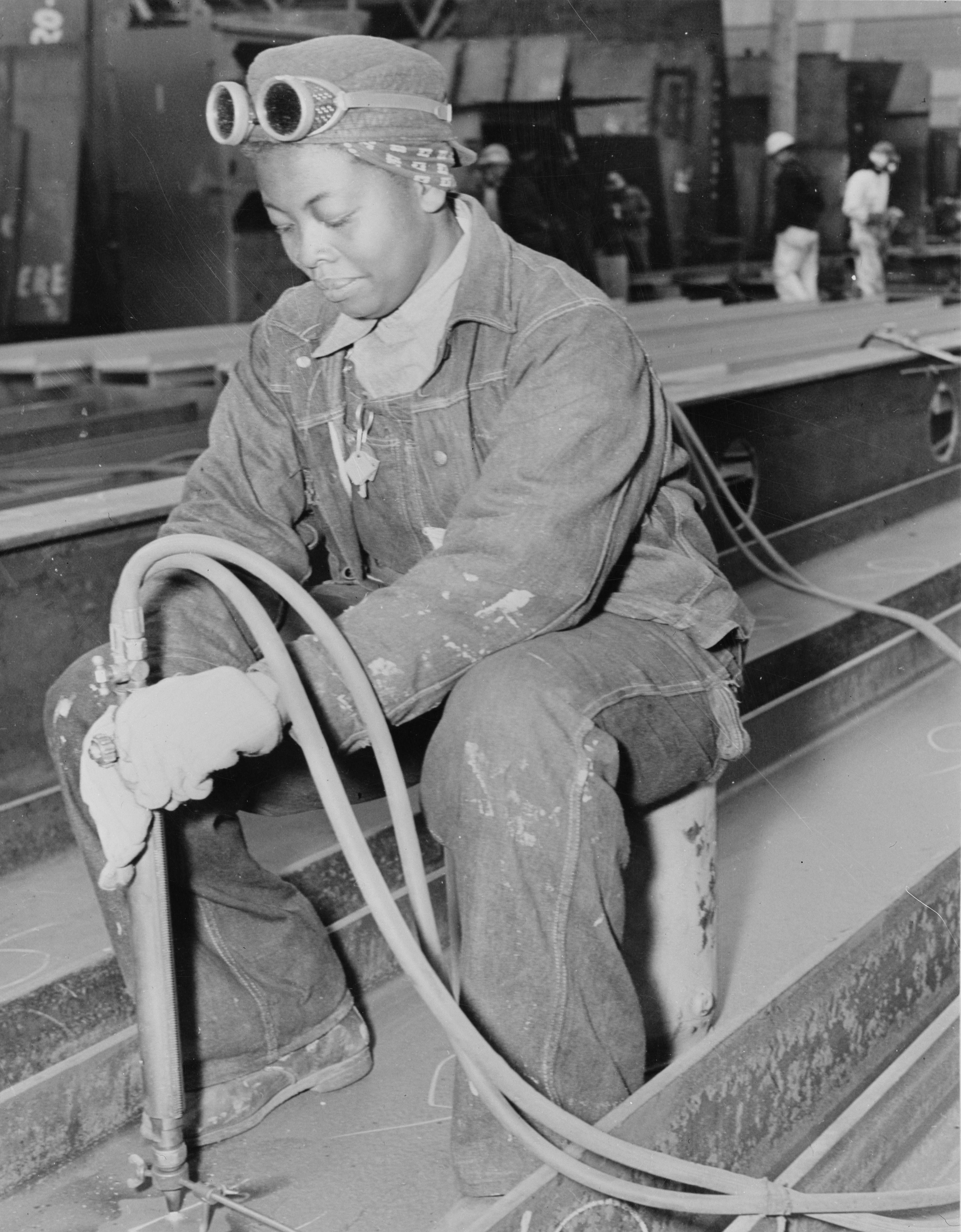
Slečna Anna Bland, svářečka, afroamerická pracovnice v richmondských loděnicích, Richmond, Kalifornie, USA. Spěšné dokončování lodě SS George Washington Carver. (Kvalifikovaní černošští dělníci hráli důležitou roli při konstruování SS George Washington Carver, druhé lodi pojmenované po černochovi v loděnicích společnosti Kaiser v Richmondu. Ve 4 loděnicích Kaiser pracovalo asi 1 000 černošek z více než 6 000 „barevných“ dělníků.)
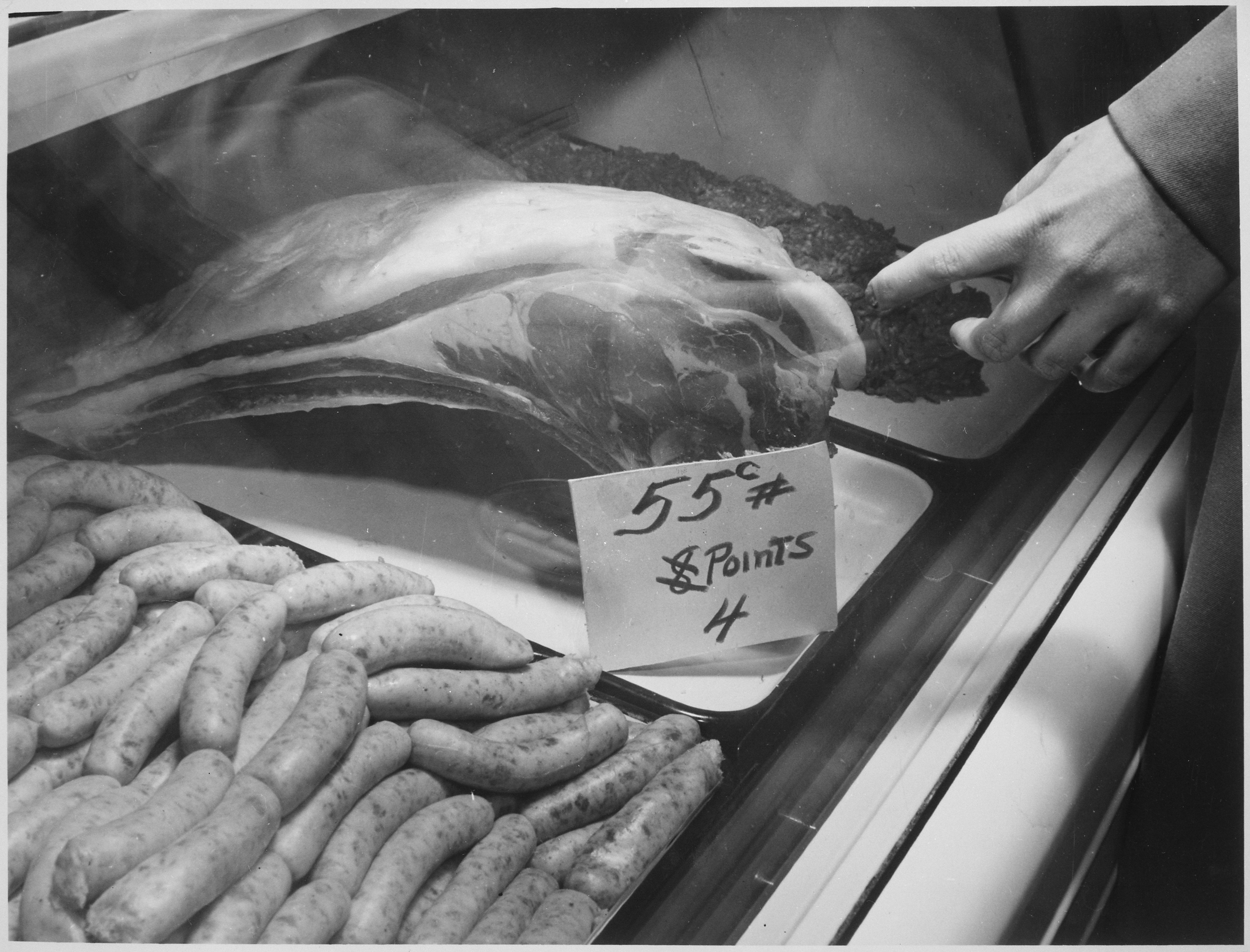
Je-li snížen počet bodů, musí být snížena i cena. Přeškrtnuté body bez přeškrtnutých cen naznačují téměř jistě maso z černého trhu (asi 1943).